# Lee (Massachusetts)
Lee es un pueblo ubicado en el condado de Berkshire en el estado estadounidense de Massachusetts. En el Censo de 2010 tenía una población de 5.943 habitantes y una densidad poblacional de 84,93 personas por km².

## Geografía
Lee se encuentra ubicado en las coordenadas 42°18′11″N 73°14′2″O / 42.30306, -73.23389. Según la Oficina del Censo de los Estados Unidos, Lee tiene una superficie total de 69.98 km², de la cual 67.73 km² corresponden a tierra firme y (3.22%) 2.25 km² es agua.

## Demografía
Según el censo de 2010, había 5.943 personas residiendo en Lee. La densidad de población era de 84,93 hab./km². De los 5.943 habitantes, Lee estaba compuesto por el 94.38% blancos, el 1.03% eran afroamericanos, el 0.19% eran amerindios, el 1.68% eran asiáticos, el 0.02% eran isleños del Pacífico, el 1.65% eran de otras razas y el 1.06% pertenecían a dos o más razas. Del total de la población el 4.39% eran hispanos o latinos de cualquier raza.